# Supreme Chaos Records
Supreme Chaos Records ist ein 2001 gegründetes deutsches Plattenlabel mit Sitz in Ibbenbüren. Es wurde 2001 von Geschäftsführer Robby Beyer gegründet und gehört ebenso wie Sublabels Cold Knife Records und Prevision Music zur Four Flames GmbH & Co. KG.
Musikalisch sind die unter Vertrag stehenden Bands im härteren Bereich zu finden: Während Supreme Chaos Records überwiegend experimentelle, progressive, extrem-Metal-Bands und Black-Metal-Bands beheimatet, werden bei Cold Knife Records traditionellere Heavy-Metal-Bands veröffentlicht, bei Previson Music stehen hingegen Alternative Rock und Alternative-Metal-Bands unter Vertrag. Die bekanntesten Vertreter des Labels sind Thronehammer und Nocte Obducta.

## Bands

### Aktuelle
- Arroganz
- Bonjour Tristesse
- Carnal Ghoul
- Earth Flight
- Horresque
- Motorowl
- Nocte Obducta
- Perish
- Phantom Corporation
- Rotten Casket
- The Ossuary
- Thronehammer
- Vyre
- V/HAze Miasma
- Wind In His Hair

### Ehemalige (Auszug)
- Aaskereia
- Agrypnie
- Another Perfect Day
- Apophis
- Arcturon
- Behind the Scenery
- Blood Red Angel
- Breschdleng
- Cheeno
- Cockroach
- Crib45
- Crisis Never Ends
- Cyrcus
- Dead Alone
- Dead Eyed Sleeper
- Fuck You And Die
- Kaminari
- Karkadan
- Lifthrasil
- May the Silence Fail
- Mourning Rise
- Necrotted
- Obelyskkh
- Sanguis
- Sonic Reign
- Subconscioous
- Subterfuge Carver
- Todtgelichter
- Typhon
- Undertow
- Unru
- White Daze